# جوديث كرانتز
جوديث كرانتز (بالإنجليزية: Judith Krantz)‏ (1928 - 2019)، هي كاتبة روائية أمريكية كتبت في النوع الرومانسي. وأشهر اعمالها رواية «Scruples» و «Princess Daisy» و «Till We Meet Again» . وتوفيت يوم 22 يونيو 2019 في مدينة لوس أنجلوس.

## روابط خارجية
- جوديث كرانتز على موقع IMDb (الإنجليزية)
- جوديث كرانتز على موقع إن إن دي بي (الإنجليزية)
- جوديث كرانتز على موقع قاعدة بيانات الفيلم (الإنجليزية)